# 중원교육도서관
중원교육도서관은 대한민국 충청북도 충주시 주덕읍 신중리 소재의 도서관이다.

## 연혁
- 1989.02.20 중원군도서관 건립계획 수립
- 1989.10.16 중원군도서관 설치조례 제정
- 1990.03.23 중원군도서관 준공
- 1990.06.12 중원군도서관 개관
- 1991.03.26 중원도서관으로 명칭변경
- 1998.02.01 도서관 전산화 완료
- 2000.11.16 충청북도 중원평색항습관 지정(2000.12.1. ~ 2002.12.31)
- 2002.12.26 충청북도 평생학습관 지정(2003.1.1. ~ 2007.12.31)
- 2003.12.30 디지털자료실 개설
- 2007.09.07 종합자료실 확장
- 2008.01.18 충청북도중원평생학습관 3차 지정(2008.01.01. ~ 2010.12.31)
- 2008.10.20 디지털자료실 컴퓨터 교체
- 2010.07.17 중원도서관 건물 리모델링
- 2011.01.01 충청북도중원평생학습관 4차 지정(2011.01.01. ~ 2013.12.31)
- 2016.09.01 중원도서관 중원교육문화원으로 분원 편입
- 2019.03.01 중원교육도서관으로 기관 명칭 변경

## 이용 안내
이용 시간
- 자료실: 09:00 ~ 18:00(연중)
- 디지털자료실: 09:00 ~ 18:00(연중)
- 자유열람실: 08:00 ~ 21:00(화~금) / 08:00 ~ 18:00(토~일)

휴관일
- 매주 월요일
- 국가 공휴일